# ناحیه لیرا
ناحیه لیرا (به لاتین: Lira District) یک منطقهٔ مسکونی در اوگاندا است که در استان شمالی، اوگاندا واقع شده‌است. ناحیه لیرا ۱٬۳۶۸٫۹ کیلومتر مربع مساحت و ۴۰۳٬۱۰۰ نفر جمعیت دارد و ۱٬۰۸۰ متر بالاتر از سطح دریا واقع شده‌است.